# Жан I Бурбонський
Жан I (фр. Jean I; 1381 — 5 лютого 1434) — військовий та політичний діяч Французького королівства, 4-й герцог Бурбонський і Овернський (як Жан II), граф Фореський.

## Біографія
Походив з Бурбонських Капетингів. Старший син герцога Людовика II Бурбонської та Анни Овернської, графині Форе. Народився у 1381 році. 1401 року оженився на представниці Беррійських Валуа.
У 1404 році отримав титул графа де Клермон-а-Бовези. В тому ж році був призначений капітан-генералом (намісником) Лангедоку і Гієні. Невдовзі атакував англійців в Лімузені, де захопив фортеці Сен-П'єр і Сен-Марі. 1405 року був присутній при оголошенні королівського ордонансу в Парижі, яким було заборонено застосування зброї в політичній боротьбі.
З початком війни арманьяків та бургіньйонів Жан спочатку був прихильником Жана I, герцога Бургундії. Проте після вбивства герцога Людовіка I Орлеанського в 1407 році Жан зблизився з партією Орлеаністів (Арманьяків), ставши одним з лідерів партії і непримиренним противником герцога Бургундії.
1410 року після смерті батька успадкував герцогство Бурбон. Того ж року брав участь в асамблеї у Ж'єні, до якої долучилися Жан VI, герцог Бретані, Жан I, герцог Беррі, Жан I, граф Алансон, герцог Карл I Орлеанський, графи Бернар VII д'Арманьяк та Жан де Клермон, коннетабль Карл д'Альбре. Тут було укладено союз проти герцога Бургундського.
У 1411 році брав участь в боротьбі проти бургійонів. У відповідь бургундські війська захопили Клермон-ан-Бовези. Після підписання в 1412 році мирної угоди в Осері з бургундцями, Жан I очистив Іль-де-Франс від банд бригандів, а також відвоював у англійців місто Субіз.
Після відновлення боротьби з бургійонами в 1414 році брав участь у взятті Компьєна і Нойона. При взятті Суассона він був поранений стрілою в ногу, після чого наказав вирізати залогу міста і повісити губернатора. В подальшому переслідував армію Жана I Бургундського до Артуа, де взяв в облогу спочатку Бапом, потім Аррас.
У 1415 році до Франції прибула англійська армія під орудою Генріха V. Назустріч їй виступила спішно зібрана армія під командуванням коннетабля Карла д'Альбре. Армії зустрілися 25 жовтня 1415 року біля села Азенкур. У битві що розгорілася Жан де Бурбон був одним з очільників авангарду. Битва під Азенкуром закінчилася розгромом французької армії, коннетабль і величезна кількість лицарів загинули, а Жан Бурбонський потрапив у полон.
Його було відправлено до Англії. Тут він перебував до самої смерті у 1434 році. Незважаючи на це у 1416 році став герцогом Овернським, а у 1417 році — графом Форе. Помер в Лондоні.

## Родина
Дружина — Марія, донька Жана I, герцога Беррійського
Діти:
- Карл (1401—1456), герцог Бурбонський
- Людовик (1403—1412), граф де Форе
- Людовик (д/н—1486), граф де Монпансьє

5 бастардів